# Mohamed Benhalima
Mohamed Azzouz Benhalima est un ancien officier militaire, lanceur d’alerte et militant anticorruption algérien.

## Biographie
Mohamed Benhalima prend part au Hirak (2019-2020). Il a aussi publié des vidéos sur les réseaux sociaux évoquant des scandales au sein de l’Armée nationale populaire d'Algérie impliquant de hauts gradés. « Lanceur d’alerte », il expose la corruption et l’implication dans divers trafics de responsables civils et militaires. Inquiété, Mohamed Benhalima fuit l’Algérie en septembre 2019. Depuis l'Espagne où il s'est réfugié, il continue à diffuser des vidéos pour faire connaître « la corruption et la répression en Algérie »,.
Il est condamné par contumace en mars 2021 à 10 ans de prison pour « publications de fausses informations ». Un mandat d’arrêt international est également lancé à son encontre.
En 2022, le gouvernement espagnol décide d'extrader Mohamed Benhalima vers l'Algérie. Amnesty international demande à l’Espagne à renoncer à cette expulsion de Mohamed Benhalima, le considérant comme un « lanceur d’alerte » qui a dénoncé la corruption au sein des responsables de l’Armée nationale populaire d'Algérie. De plus, Amnesty international accuse les autorités algériennes de « torture et d’autres formes de mauvais traitements » à l'encontre de militants du Hirak .
Après son expulsion d'Espagne, le régime algérien a médiatisé son arrestation à travers la diffusion à la télévision publique algérienne d'une vidéo où  Mohamed Benhalima « avoue » les crimes de complot contre l'Algérie et indique n'avoir pas été maltraité en prison. Or avant d'être expulsé d'Espagne, il avait lui même diffusé une vidéo où il annonce que de telles vidéos seraient fausses . Il est emprisonné dans la prison d'El-Harrach à Alger puis déplacé dans la prison militaire de Blida. Il jugé à la fois par des tribunaux civil et militaire. 
L'ONG Alkarama mentionne en mars 2024 des tortures et des abus sexuels, dans la prison militaire de Blida, sur Mohamed Benhalima par des membres des services de sécurité algériens. Mohamed Benhalima a signalé ces tortures et ces abus sexuels à six reprises depuis 2022, mais la justice algérienne n'a pas engagé d'enquête.